# Kazimierz Józef Markiewicz

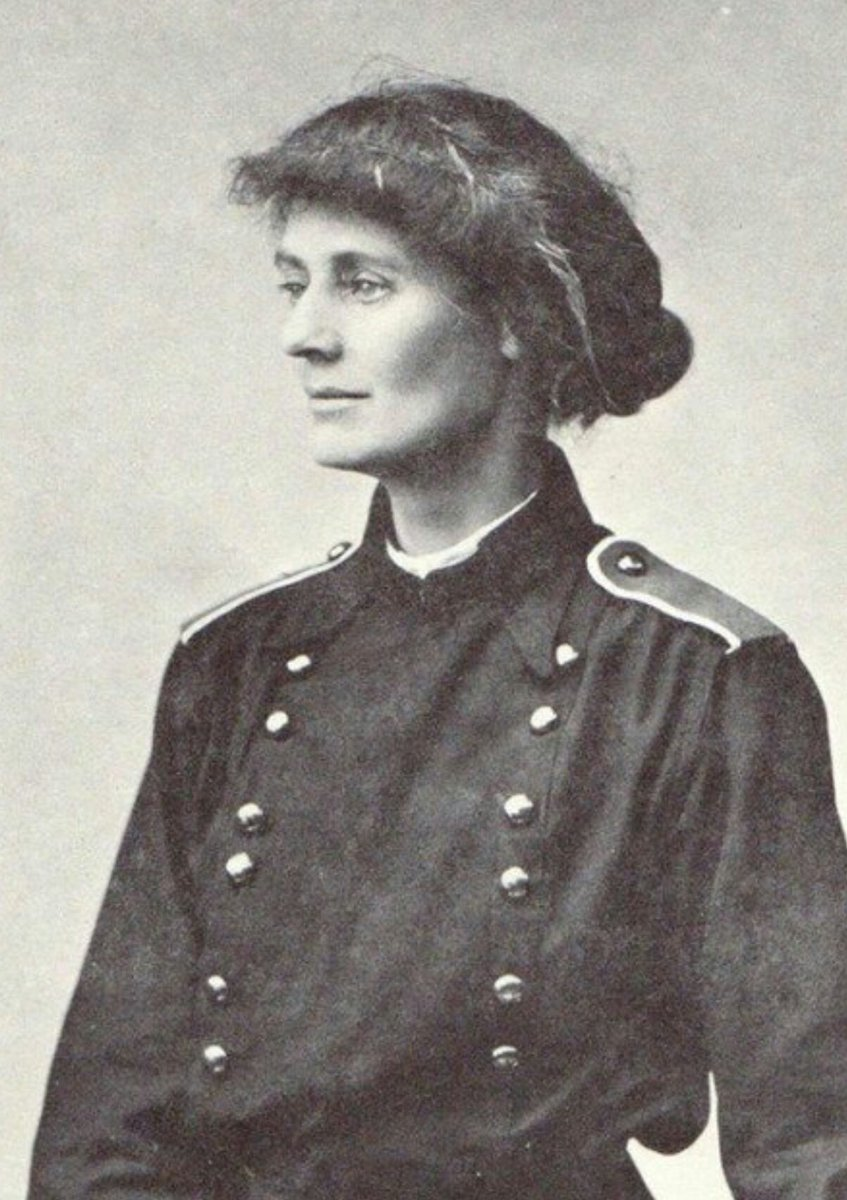
Żona Konstancja

Kazimierz Józef Markiewicz herbu Łabędź (ur. 15 marca 1874 w Denhofówce, zm. 2 grudnia 1932 w Warszawie) – polski malarz, dramaturg, prawnik, reżyser teatralny, scenograf. 

## Życiorys
Urodził się w Denhofówce, w rodzinie ziemiańskiej, jako syn Piotra Markiewicza i Marii Chrząszczewskiej.  Od 1892 roku przebywał w Kijowie, gdzie studiował prawo na tamtejszym uniwersytecie i uczył się w szkole rysunku Mykoły Iwanowycza Muraszki (1844–1909), ukraińskiego artysty i pedagoga. W 1895 roku wyjechał do Paryża, gdzie studiował między innymi w École des Beaux Arts i wystawiał swoje obrazy m.in. w Salonie Niezależnych i w 1900 roku na Wystawie Powszechnej. W tym okresie ożenił się z Jadwigą Neyman h. Spława, z którą miał dwóch synów, Stanisława i Ryszarda. Jadwiga i Ryszard zmarli na Ukrainie w 1899. Dalej studiując w Paryżu, spotkał ówczesną studentkę sztuki Konstancję Goore-Booth, późniejszą  irlandzką działaczkę niepodległościową i społeczną. W 1900 roku ożenił się z Konstancją. Dopiero w 1901 spędzili kilka miesięcy w majątku Kazimierza w Żywotówce, oddalonej około 20 km na południowy zachód od Denhofówki. Oboje tam malowali, później wzbudzając w Dublinie sensację krajobrazami Europy Wschodniej i portretami wieśniaków. Od 1902, po krótkim pobycie w Paryżu mieszkał w Irlandii: przez krótki czas w Lissadell, w północnym hrabstwie Sligo na półwyspie Magherow, gdzie urodziła się córka Markiewiczów, Maeve Alys, później w stolicy kraju Dublinie. 
Kazimierz razem z  zoną aktywnie uczestniczył w życiu artystycznym Dublina: malował, pisał sztuki, reżyserował i projektował dekoracje, na co dzień pracując z ludźmi sztuki i literatury takimi jak W.B. Yeats, George W. Russell, J.M. Synge i Lady Gregory skupionymi wokół Abbey Theatre. W 1910 założył własną kompanię teatralną, Independent Dramatic Company. Jego najbardziej znanym dramatem było The Memory of the Dead, wystawiona w Abbey Theatre, 14 kwietnia 1910. Sztuka oparta była na wątkach przegranego irlandzkiego powstania przeciw Wielkiej Brytanii w 1798. Z czasem, Constance Markiewicz tak pochłonęła działalność niepodległościowa, że jej aktywność na polu sztuki i teatru znacznie zmalała.   
W 1913 roku przebywał w Albanii jako korespondent wojenny. Wybuch I wojny światowej zmusił go jako poddanego rosyjskiego do wejścia w szeregi armii carskiej. Poważna kontuzja wojenna przerwała jego czynna służbę, w późniejszym okresie był tłumaczem wojskowym w Moskwie, później wrócił na Ukrainę. Jego relacje z żoną rozluźniły się na skutek oddalenia oraz jej intensywnej działalności politycznej, W 1918 podczas Rewolucji wrócił do Polski i zamieszkał w Warszawie. Od 1919 zatrudniony w konsulacie USA w charakterze radcy prawnego. Jego obrazy znajdują się w muzeach, a także w licznych zbiorach prywatnych w Irlandii, Wielkiej Brytanii, USA.
Zmarł 2 grudnia 1932 roku, w szpitalu Św. Ducha w Warszawie. Został pochowany w Nowem koło Skłót, posiadłości wieloletniego przyjaciela Mieczysława Fijałkowskiego, choć jak pisała Hanna Dangel-Dowling, pewne zdziwienie budzi brak zarówno epitafium jak zapisów w udostępnionej autorce liście zmarłych. 
Markiewicz wywodził się z rodziny szlacheckiej herbu Łabędź. Markiewiczowie posiadali majątek w Żywotówce koło Oratowa, powiat winnicki.  Podawał się za hrabiego (Count Markievicz), którym w istocie jednak nie był.  Jego żona Konstancja była nazywana hrabiną (Countess).
Popularność jego małżonki przełożyła się także na zainteresowanie Kazimierzem Irlandczyków. Opublikowano jego biografię. W Dublin Castle 24.04.2025 odbyło się uroczyste otwarcie wystawy prac Markiewicza, której towarzyszyła także prezentacja prac Konstancji Markiewiczowej.

## Sztuki
- The Memory of the Dead
- Dzikie Pola
- Sprawa honorowa
- Miłość czy pięść